# 上吉川村
上吉川村（かみよしかわむら）は、かつて新潟県中頸城郡にあった村。

## 沿革
- 1889年（明治22年）4月1日 - 町村制施行に伴い中頸城郡大賀村、山直海村、山中村、米山村、岩沢村、国田村、国田新田、長坂村、道ノ下村、福平村、東田中村、入河沢村、河沢村が合併し、上吉川村が発足。
- 1901年（明治34年）11月1日 - 村域を二分割し、次のように近隣自治体と合併して消滅。
  - 大字岩沢・大賀・山直海・山中・米山 → 中頸城郡川谷村、水源村（一部）と合併し源村を設置
  - 大字国田・国田新田・長坂・道ノ下・福平・東田中・入河沢・河沢 → 中頸城郡中吉川村、大出口村と合併し吉川村を設置